# Ping-pong (film)
Ping-pong – polski krótkometrażowy film obyczajowy, należący do cyklu Perły i dukaty. Adaptacja opowiadania Józefa Hena.

## Treść
Młoda mężatka, podczas urlopu nad morzem, ulega fascynacji wysportowanym młodzieńcem. Kiedy przybywa jej mąż, postanawia w celu skompromitowania go doprowadzić do pojedynku męża z młodzieńcem w ping-ponga. Mecz wygrywa jednak mąż.

## Obsada
- Wanda Koczeska - Teresa
- Mieczysław Czechowicz - Władek, mąż Teresy
- Hanka Bielicka - wczasowiczka Hanka
- Andrzej Bogucki - pan Stefan
- Zbigniew Dobrzyński - Michał
- Roman Kłosowski - "Mały"
- Adam Pawlikowski Wiktor
- Helena Wilda - wczasowiczka